# ویبگرون
ویبگرون (انگلیسی: Vibegron) که با نام تجاری Gemtesa فروخته می‌شود، دارویی برای درمان مثانه بیش‌فعال است.

این دارو (نام‌های دیگر: RVT-901؛ MK4618؛ KRP114V؛ URO-901) یک آگونیست انتخابی گیرنده بتا۳ آدرنرژیک است.
شایع‌ترین عوارض جانبی شامل سردرد، عفونت دستگاه ادراری، سرماخوردگی، اسهال، حالت تهوع و عفونت دستگاه تنفسی فوقانی است.
این دارو در دسامبر ۲۰۲۰ برای استفاده پزشکی در ایالات متحده آمریکا تایید شد.

## فارماکولوژی
ویبگرون یک آگونیست انتخابی برای گیرنده آدرنرژیک بتا-۳ (β3-AR) است. گیرنده‌ها در کلیه‌ها، مجاری ادراری و بافت مثانه قرار دارند. پس از اتصال، گیرنده β3 دستخوش تغییر ساختاری می‌شود. این امر باعث فعال شدن آدنیلات سیکلازها از طریق پروتئین‌های G می شود و در نتیجه تشکیل آدنوزین مونوفسفات حلقوی (cAMP) را تحریک می‌کند. پیامد این آبشار افزایش غلظت cAMP درون سلولی است که باعث فعال شدن پروتئین کیناز A وابسته به cAMP می‌شود و باعث کاهش غلظت Ca2+ در سیتوپلاسم می‌شود. سپس کیناز زنجیره‌های میوزین را فسفریله می‌کند و در نتیجه انقباض عضلانی را مهار می‌کند.
اثر نهایی ویبگرون شل شدن عضلات در مثانه است. به دلیل این شل شدن عضلات، ظرفیت مثانه افزایش می‌یابد و علائم مثانه بیش‌فعال برطرف می‌شود.

## متابولیسم
دو مسیر اصلی متابولیک، اکسیداسیون و گلوکورونیداسیون ویبگرون است. دو متابولیت اکسیداتیو و سه متابولیت گلوکورونید می‌توانند تشکیل شوند. ساختار دقیق این متابولیت‌ها هنوز مورد مطالعه قرار نگرفته است. در شرایط آزمایشگاهی، CYP3A4 آنزیمی است که مسئول متابولیسم ویبگرون است و متابولیسم اکسیداتیو را تسهیل می‌کند. در نهایت، هنوز بخش زیادی از داروی اصلاح نشده از طریق مدفوع و ادرار دفع می‌شود.

## مصارف پزشکی
ویبگرون برای درمان مثانه بیش فعال با علائم بی اختیاری ادرار فوری، فوریت و تکرر ادرار در بزرگسالان نشان داده شده است.